# Fisch
Fisch là một đô thị thuộc trong huyện Trier-Saarburg thuộc bang Rheinland-Pfalz, phía tây nước Đức. Đô thị này có diện tích 6,88 km², dân số thời điểm ngày 31 tháng 12 năm 2006 là 318 người. 